# Cerdistus lativentris
Cerdistus lativentris là một loài ruồi trong họ Asilidae. Cerdistus lativentris được Pandellé miêu tả năm 1905. Loài này phân bố ở vùng Cổ Bắc giới.